# Tretodictyum pumicosum
Tretodictyum pumicosum är en svampdjursart som beskrevs av Isao Ijima 1927. Tretodictyum pumicosum ingår i släktet Tretodictyum och familjen Tretodictyidae.
Artens utbredningsområde är havet kring Indonesien. Inga underarter finns listade i Catalogue of Life.